# Aérodrome de Revel - Montgey
L’aérodrome de Revel - Montgey (code OACI : LFIR) est un aérodrome agréé à usage restreint, situé à 3 km au nord-ouest de Revel dans la Haute-Garonne (région Midi-Pyrénées, France).
Il est utilisé pour la pratique d’activités de loisirs et de tourisme (aviation légère et aéromodélisme).

## Installations
L’aérodrome dispose d’une piste bitumée orientée est-ouest (13/31), longue de 750 m et large de 18.
L’aérodrome n’est pas contrôlé. Les communications s’effectuent en auto-information sur la fréquence de 119,575 MHz. Il est agréé avec limitations pour le vol à vue (VFR) de nuit
L’avitaillement en carburant (100LL) est possible.

## Projets
Il existe un projet d'aéroport d'affaires. Il serait alors question de l'aéroport de Revel, avec un agrandissement des pistes et des infrastructures[réf. nécessaire].

## Activités
- Aéro-club de Revel
- brevet d'initiation aéronautique
- brevet ppl